# Chokwé
Chokwé – miasto w Mozambiku, w prowincji Gaza; ponad 65 tysięcy mieszkańców (2013). Przemysł spożywczy.